# Welda (Adelsgeschlecht)

Wappen derer von Welda

Welda (auch Wellede oder Wellethe oder Welde) ist der Name eines alten westfälischen Adelsgeschlechts mit dem gleichnamigen Stammsitz Welda (Wellethe) bei Warburg. Die Begründer des Geschlechts waren vermutlich Ministeriale. Der zur westfälischen (paderbornischen) Ritterschaft zählende Teil der Familie erlosch in der männlichen Linie um 1500.

## Geschichte
Stammvater des Geschlechts war ein Ritter Conrad, der 1188 erstmals urkundlich erwähnt wird. Das Geschlecht stellte u. a. Burgmannen in der benachbarten Stadt Warburg. Im Mai 1357 ist eine Verpfändung der Burg Brobeck durch die Grafen von Waldeck an Johann von Wellede beurkundet. 1376 erhielt dessen Bruder Gottschalk vom Paderborner Bischof Heinrich Spiegel die Pfandschaft über die halbe Burg Mederich bei Volkmarsen. Aus der Familie gingen auch einige Geistliche und Ordensfrauen hervor. Um 1501 erlosch das Geschlecht im Mannesstamm.
In Welda (Sontra) gab es ein gleichnamiges Rittergeschlecht, das etwa zur gleichen Zeit erlosch. Es ist nicht bekannt, ob es sich bei dieser Familie um eine Nebenlinie handelt.

## Wappen
Das Siegel des Geschlechts ist überliefert. Es ist im „Wappenbuch des Westfälischen Adels“, Tafel 329,  abgebildet und beschrieben:
Blasonierung: Zwei pfahlweis gestellte Weberschiffchen nebeneinander. Auf dem Helm zwei Weberschiffchen.

## Bekannte Personen
- Albert von Welda, um 1250, im Ritterkollegium des geschlossenen Landfriedens 1265 (s. Berkule)
- Johann von Wellede, um 1350, s. Burg Brobeck
- Friedrich von Welda, um 1400, Komtur von Reval und Christburg sowie Oberster Trappist im Deutschen Orden von Livland.